# Kosmos 2383
Kosmos 2383, ruski izviđački satelit iz programa Kosmos. Vrste je US-PU (br. 9L).
Lansiran je 21. prosinca 2001. godine u 04:00 s kozmodroma Bajkonura (Tjuratam) u Kazahstanu. Lansiran je u nisku orbitu oko planeta Zemlje raketom nosačem Ciklon-2 11K69. Orbita mu je bila 404 km u perigeju i 415 km u apogeju. Orbitna inklinacija bila mu je 65,00°. Spacetrackov kataloški broj je 27053. COSPARova oznaka je 2001-057-A. Zemlju je obilazio u 92,75 minuta. Pri lansiranju bio je mase kg. 
Vratio se u atmosferu 20. ožujka 2004. godine. Dijelovi satelita su se odvojili i kružili su u niskoj orbiti i vratili u atmosferu, ukupno četrnaest komada.

## Vanjske poveznice
- N2YO.com Search Satellite Database
- Celes Trak SATCAT Format Documentation (engl.)
- Kunstman  Arhivirana inačica izvorne stranice od 12. kolovoza 2019. (Wayback Machine) Satellites in Orbit (engl.)